# Pro Sestio

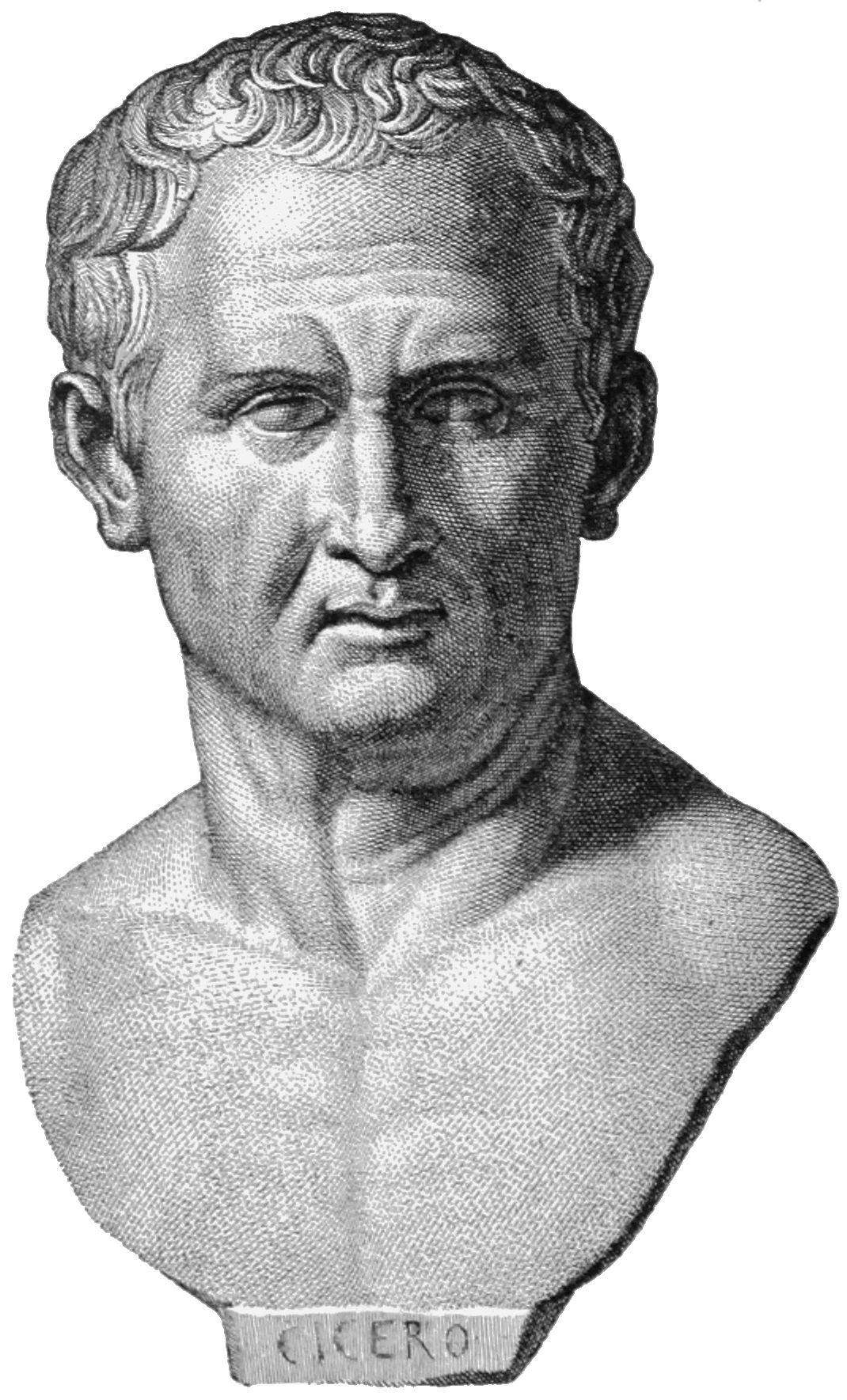
Marc Tul·li Ciceró, autor del discurs Pro Sestio.

Pro Sestio, "Defensa de Sesti", és un discurs pronunciat per Ciceró l’any 56 aC a favor del tribú de la plebs Publi Sesti, acusat de vi (per actes de violència) i de ambitu (per corrupció) per homes de confiança de Publi Clodi Pulcre.
Pro Sestio forma part d’un grup de discursos anomenats tradicionalment Clodianae orationes, de les quals formen part també Interrogatio ad Vatinium i els discursos Pro Caelio, In Pisonem i Pro Milone.

## Context històric, polític i judicial
El context cal situar-lo en tres fets: la lluita entre la facció dels optimates i dels populares, la pugna particular entre Publi Clodi i Ciceró, i el poder creixent de tres homes que aspiraven al domini de Roma: Marc Licini Cras, Juli Cèsar i Gneu Pompeu Magne, els quals s'uniren per formar el primer triumvirat. Tot això amb dos problemes de fons: la necessitat d’una reforma social i la tendència a concentrar el poder de l’Estat en una sola persona, en detriment del que havia estat l'essència de la república romana. Això portarà nombroses friccions entre el senat i els triumvirs. Tots aquests problemes afloren en el Pro Sestio.
Les circumstàncies que propiciaren l'acusació de Sesti es basen en la relació d’aquest amb Ciceró i l'enemistat d’ambdós amb Publi Clodi Pulcre. L’any 58 aC, sent Sesti tribú, presentà, juntament amb altres set tribuns, una moció per fer tornar a Ciceró de l'exili. No obstant, no fou aprovada a causa del vet d’un tribú favorable a Clodi, profund enemic de l’orador. El gener de l’any 57 aC, bandes d’esclaus i gladiadors de Clodi van ocupar els carrers de Roma duent a terme actes violents per evitar que als comicis populars s’aprovés el retorn de Ciceró. Sesti fou víctima d’aquests atacs violents. Sent incapaç de portar Clodi als tribunals i per evitar sofrir novament atacs físics, Sesti es buscà una escorta d’homes armats que el protegissin. Aquest fet promogué el clima de violència a Roma, esdevenint un inconvenient per a l’activitat política i judicial. Clodi aprofità la dubtosa legalitat del fet que Sesti s’envoltés de mercenaris perquè s’obrís un procés judicial en la seva contra.

## Acusació/Defensa
El 10 de febrer del 56 aC Sesti fou acusat de corrupció electoral per Gneu Neri, de la tribu de Pupínia i de violència per un tal Marc Tul·li Albinovà, ambdós simpatitzants de Clodi. Ciceró, en agraïment per l’ajuda que Sesti li havia proporcionat perquè pogués retornar del seu exili, de seguida acudí a defensar-lo.
L’acusació de ambitu tingué com a context la campanya electoral anterior a l'elecció de Sesti com a tribú de la plebs el 57 aC. L’acusació de vi, es referia al fet que, durant el seu tribunat i per fer front a la violència als carrers de Clodi, Sesti s’havia fet envoltar d’un grup d’homes armats.
En la defensa de Sesti intervingueren diversos advocats a més de Ciceró: Hortensi, Cras i G. Licini Calb. Ciceró va intervenir-hi l’últim. Cada advocat tractà un aspecte de la causa; Ciceró parlà de les motivacions polítiques del procés i aprofità per posar en relació la causa de Sesti amb el seu propi exili, el seu retorn i la situació política del moment.

## Estructura del discurs
El discurs s'estructura de la següent forma:

### Exordi (1-2)
L’orador parla de la situació de Roma, on poques persones vetllen per la pau i el benestar comú i defensa l’acusat a grans trets assegurant que és una d’aquestes persones.

### Proposició (3-5)
Ciceró descriu la personalitat de Sesti i les circumstàncies polítiques que es van donar durant el seu tribunat de la plebs i les seves conseqüències.

### Confirmació (6-98)

#### Primera part (6-13)
Se centra en la família de Sesti, el seu matrimoni, la seva qüestura junt a Gai Antoni i la seva proqüestura a Macedònia.

#### Segona part (14-96)
Tracta el tribunat de la plebs de Sesti: 
- narració dels fets del 58, de l’actitud criminal de Clodi i dels cònsols Gabini i Pisó oposant-se a qualsevol mostra de suport a Ciceró (14-35).
- raons de la marxa de Ciceró (36-52).
- situació de Roma durant el seu exili: anàlisi de les mesures de Clodi, l’actitud del senat i la reacció final de Pompeu (53-67).

#### Tercera part (68-96)
Descriu l’activitat de Sesti durant el seu tribunat: els seus esforços per aconseguir el retorn de Ciceró, la violència de Clodi i les seves bandes i la decisió de Sesti d’armar-se per protegir-se contra aquestes agressions.

### Refutació (96-143)
Comença amb una extensa digressió (96-127) en què l’orador descriu la funció teòrica i històrica dels partits polítics a Roma. A continuació, Ciceró contesta a insinuacions de l’acusació relatives al seu retorn de l'exili, ataca al testimoni de Vatini i exposa a la joventut el seu programa per recuperar l’ordre i l'estabilitat de la República (127-143).

### Peroració (144-147)
Es dirigeix al tribunal i a l’auditori. L’absolució de Sesti és necessària per a la unió de la gent honrada i perquè refrenarà els plans dels qui intenten minar els fonaments de la República.

## Temes, continguts
Per defensar Sesti de l’acusació de violència, Ciceró intenta demostrar que l’acusat reuní una escorta d’homes armats actuant en legítima defensa. Ciceró també insisteix que Sesti actuà en defensa dels principis de l’Estat i de la pau, contra els quals Clodi pretenia atemptar.
L’orador exposa en el Pro Sestio la seva idea del cum dignitate otium, amb relació a la pau per a tothom, contra la qual Clodi atemptava, sent l’objectiu al que han d’assolir tots els dirigents:
| «                             | Id quod est praestantissimum, maximeque optabile omnibus sanis et bonis et beatis, cum dignitate otium. Allò que és el més important, el més desitjable per a tots els homes assenyats, honestos i pròspers: pau amb dignitat. | » |
| — Ciceró. Pro Sestio, XLV, 98 | |   |

També analitza els successos més importants dels últims anys. A més de la seva importància històrica, Pro Sestio representa un valuós document per al coneixement del sistema polític romà i de la ideologia de Ciceró: exposa la seva teoria sobre els partits polítics, defineix extensament els conceptes d’optimates i populares i desenvolupa la idea del consensus omnium bonorum.

## Resultat
El procés va acabar l’11 de març de l’any 56 aC amb l’absolució unànime de Sesti.

## Llegat
El discurs Pro Sestio tingué una àmplia difusió, fet que es palesa en la gran quantitat d’autors, gramàtics, compiladors i intèrprets de l’antiguitat que hi feren referència.
El més antic va ser Valeri Màxim als seus Factorum ac dictorum memorabilium libri, que en reprodueix frases senceres. També Marc Valeri Probus al seu Catholicon, Luci Cesel·li Víndex, ortògraf en temps d'Hadrià i Aulus Gel·li.
El testimoni més clar de la seva pervivència el trobem al segle iv. Es tracta de l’Scholia Bobiensia, contingut en el còdex Vaticanus Latinus 5750, on hi ha el comentari de més de cent passatges del Pro Sestio.
Altres que el tractaren foren el gramàtic Arusià Messi i el comentarista Servi. Al segle V trobem el testimoni de Macrobi, que a De verborum Graeci et Latini differentiis vel societatibus excerpta, esmenta unes frases del text. També trobem els comentaris de Priscià de Cesarea, gramàtic del segle vi, que en les seves Institututiones grammaticae glossa fragments del Pro Sestio. I ja en el segle vii, hi fa referència Isidor de Sevilla.

## Transmissió textual
El text del Pro Sestio ens ha arribat a través de nombrosos manuscrits, tots els quals, agrupats en diverses famílies, provenen d’un mateix volum antiquíssim, avui perdut, que es pot considerar l’arquetip i sol anomenar-se A.
El text transmès per A ens ha arribat per tres famílies diferents de manuscrits:
- Primera família: formada a partir del còdex Parisinus Latinus 7794, el més fidel a l’arquetip i el més prestigiós, que data del segle ix.
- Segona família: hi destaquen el còdex Bruxellensis 5345, escrit al segle xi i el Berolinensis 252, còdex del segle xii on actualment no trobem el Pro Sestio, ja que es trobava entre els 94 folis que s’han perdut.
- Tercera família: el més destacat és el Harleianus 4927, còdex d’origen itàlic del segle xii, on trobem fragments del Pro Sestio.